# Индийский ястребиный орёл
Индийский ястребиный орёл (лат. Lophotriorchis kienerii) — вид хищных птиц семейства ястребиных.

## Описание
Индийский ястребиный орёл — это маленький орёл длиной от 46 до 61 см и размахом крыльев 105—140 см. Крылья узкие, немного заострённые. Хвост длинный, немного закруглённый. Пальцы ног и когти длинные.
У взрослых птиц вся верхняя часть тела чёрная, включая боковые стороны головы до высоты глаз. Подбородок, горло и зоб белые. Остальная нижняя часть тела, а также ноги и нижние кроющие крыльев от красновато-коричневого цвета с широкими полосами чёрного цвета. Нижняя сторона хвоста и крыльев серая с тёмными поперечными полосами. На голове небольшой хохол. Ноги имеют оперение до пальцев ног. Клюв чёрный, радужины глаз тёмно-коричневые. Восковица и пальцы ног жёлтые, когти чёрные. Половой диморфизм не выражен. Размер самцов составляет в среднем примерно 81% размера самок.

## Распространение
Вид обитает в тропиках Индомалайской зоны. Разорванный ареал со множеством изолированных друг от друга популяций охватывает Индийский субконтинент, Индокитай, Малайзию, западную Индонезию и Филиппины. Птицы населяют тропические, вечнозелёные, влажные леса.

## Питание
Основу питания составляют мелкие и средней величин птицы и мелкие млекопитающие. Подтверждённой добычей хищника являются чёрная лофура, джунглевые куры и домашние куры, шпорцевые куропатки (Galloperdix sp.), кустарниковые куропатки (Arborophila sp.), зелёные голуби (Treron sp)., домашние голуби, зимородки и белки.

## Размножение
Индийский ястребиный орёл строит из веток большое гнездо диаметром до 1,2 м и высотой до 60 см на деревьях на высоте от 25 до 30 м. В кладке одно яйцо. Продолжительность высиживания и выводковый период неизвестны.

## Систематика
Ранее данный вид относили к роду Hieraaetus. Тем не менее, по результатам исследований митохондриальной ДНК и ДНК ядра клетки индийский ястребиный орёл не является родственным видом представителям рода Hieraaetus. Так как морфологически он также сильно отличается от остальных представителей этого рода, его признали единственным видом монотипического рода Lophotriorchis.